# Ørsta
Ørsta är en tätort i Norge, centralort i Ørsta kommun i Møre og Romsdal fylke.